# Dimitar Zograf
Dimitar Hristov (en búlgaro: Димитър Христов; 1796-1860), más conocido como Dimitar Zograf (en búlgaro: Димитър Зограф), fue un pintor búlgaro conocido por sus murales e iconos.

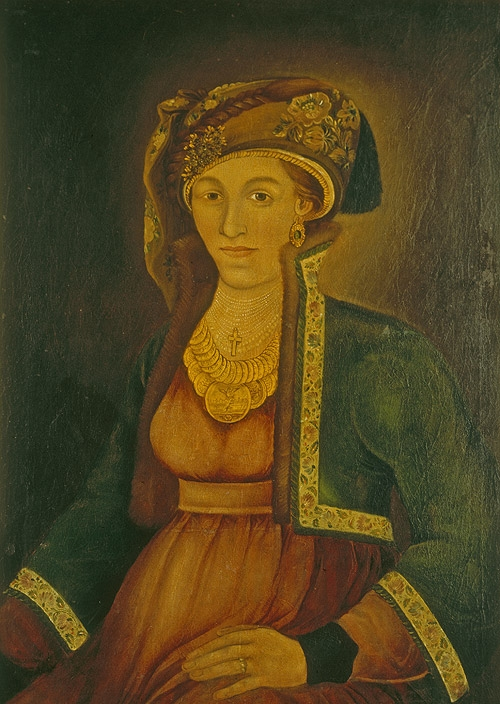
Retrato de Hristiyaniya Zograf, 1844, por Zahari Zograf, Galería Nacional de Arte.

## Biografía
Dimitar Hristov nació en Samokov, hijo de Hristo Dimitrov y hermano mayor de Zahari Zograf. Su padre le enseñó iconografía en su taller y tras su muerte en 1819, Dimitar, quien ya era un reconocido pintor, tomó la dirección del taller paterno y trabajó para los mismos monasterios y arquitectos para los cuales su padre trabajaba. Dimitar educó a su hermano menor Zahari prácticamente asumiendo el rol paterno hasta 1830. Una nota de 1831 evidenció que ambos hermanos trabajaban al mismo nivel. Fue fundador de la escuela iconográfica de Samokov.  En 1822 Dimitar Zograf contrajo matrimonio con Hristiyaniya, con quien tuvo siete hijos: Zafir (1823), Nicolás (1828), Atanas (1831), Zahari (1834), Iván (1840), Domna (1843) y Paul (1847), de los cuales cuatro de ellos habrían de ser iconógrafos, destacando Zafir, más conocido como Stanislav Dospevski.
A diferencia de su hermano Zahari, Dimitar no firmaba sus obras; sin embargo, éstas no son difíciles de identificar debido a la calidad inigualable. Junto con Zahari decoró la iglesia principal del Monasterio de Rila, el más grande en Bulgaria.